# Parafia św. Ludwika w Bliżynie
Parafia Świętego Ludwika w Bliżynie – jedna z 14 parafii dekanatu skarżyskiego diecezji radomskiej. Mieści się przy ulicy Kościuszki.

## Historia

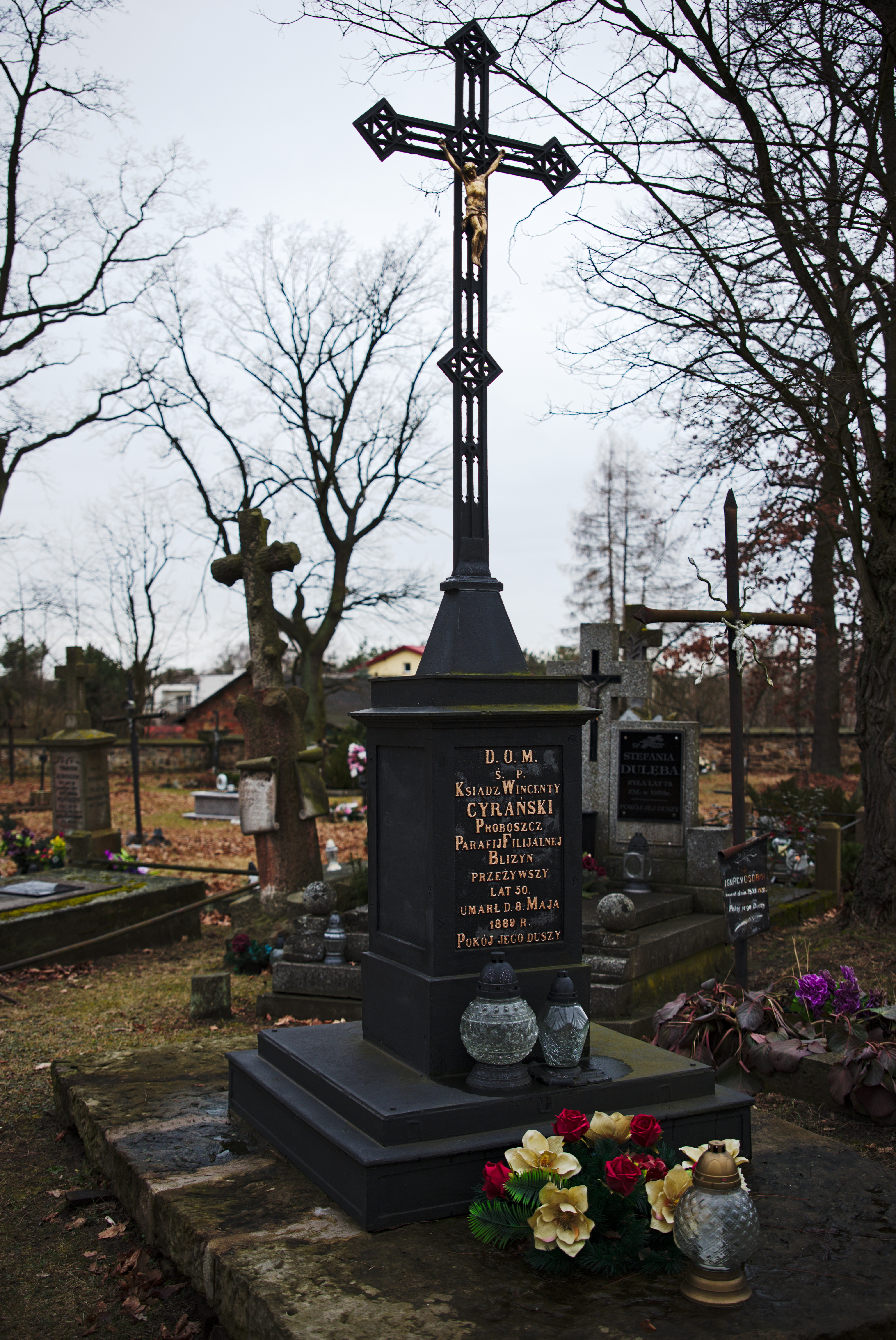
Grób pierwszego proboszcza ks. Wincentego Cyrańskiego na starym cmentarzu w Bliżynie

Kaplica dworska w Bliżynie pw. św. Rozalii i św. Zofii istniała na pewno w połowie XVIII w. W 1815 spłonęła. Kolejna kaplica pw. św. Zofii, fundacji Ludwiki z Rostworowskich Potkańskiej podkomorzyny sandomierskiej i jej syna Jacka, zbudowana została w latach 1818 - 1820. Do roku 1887 służyła także okolicznej ludności jako kościół parafialny. Parafia filialna Bliżyn była erygowana 23 sierpnia 1888 przez bp. Antoniego Ksawerego Sotkiewicza z wydzielonych miejscowości parafii Odrowąż. Po odzyskaniu niepodległości, w nowej sytuacji politycznej, uzyskała ona dekretem bp. Mariana Ryxa z 25 listopada 1919 prawa samodzielnej parafii. Kościół murowany pw. św. Ludwika rozpoczęto budować w 1817 z inicjatywy hr. Ludwiki Potkańskiej. Projekt wykonał arch. Jacenty Mazurkiewicz. Zbudowano mury do kilku metrów wysokości i zaprzestano budować. Podaje się, że budowę zatrzymali Jacek Potkański, syn Ludwiki fundatorki, jak też proboszczowie Odrowąża, którzy obawiali się podziału swojej parafii. W tym czasie ludność korzystała z kaplicy św. Zofii. Budowa kościoła kontynuowana była dopiero w latach 1896 - 1900, staraniem ks. Juliana Piątka, dzięki wsparciu hrabiego Ludwika Broel-Platera i ofiarności miejscowej ludności, według nowego projektu arch. Antoniego Hutten-Czapskiego i Aleksandra Knabe. Ten kościół został konsekrowany 7/8 lipca 1900 przez bp. Antoniego Ksawerego Sotkiewicza. Kościół jest orientowany, nawiązujący do stylu gotyckiego, murowany z ciosów kamiennych, trójnawowy.

## Terytorium
- Do parafii należą: Bliżyn, Brzeście, Bugaj, Drożdżów, Gilów, Henryków, Jastrzębia, Podgórki-Górki, Ubyszów, Wojtyniów, Wołów, Zagórze[1].

## Proboszczowie
- 1888 - 1889 - ks. Wincenty Cyrański
- 1890 - 1893 - ks. Edward Ellert
- 1893 - 1899 - ks. Julian Piątek
- 1899 - 1906 - ks. Paweł Posłuszyński
- 1906 - 1908 - ks. Stanisław Piekarski
- 1908 - 1912 - ks. Bronisław Szczygielski
- 1912 -? - ks. Feliks Pomorski
- 1940 - 1960 - ks. Czesław Kucharczak
- 1960 - 1971 - ks. Stanisław Ciźla
- 1971 - 1989 - ks. Władysław Sadza
- 1989 - 2007 - ks. kan. Czesław Kasprzyk
- 2007 - nadal - ks. Stanisław Wlazło